# Dirka po Franciji 1928
Dirka po Franciji 1928 je bila 22. dirka po Franciji, ki je potekala od 17. junija do 15. julija 1928. Imela je 22 etap v skupni dolžini 5375 km, povprečna hitrost zmagovalca pa je bila 27,876 km/h.
Dirko je zaznamoval luksemburški kolesar Nicolas Frantz, ki je nosil rumeno majico od začetka do konca tekmovanja kljub mehanski poškodbi kolesa, ko je moral v 19. etapi prekolesariti zadnjih 100 km na premajhnem ženskem kolesu. Ne glede na to je bila to za Frantza druga zaporedna skupna zmaga na Touru, ekipni uspeh Alcyona pa je z drugim mestom potrdil domači kolesar André Leducq.
Na 22. Touru se je prvič pojavila ekipa iz Avstralije, s čimer je prireditev postala še bolj mednarodna. Direktor tekmovanja Henri Desgrange je dopustil ekipam zamenjavo za izčrpane ali poškodovane kolesarje, da bi dal slabšim moštvom večje možnosti, vendar je bil učinek neproduktiven, tako da je bil ta koncept hitro opuščen. Vsega skupaj je štatalo 162 kolesarjev, kar je bil tedaj novi rekord Toura.

### Spremembe od leta 1927
Na Touru 1927 je bil vpeljan moštveni kronometer, kjer so ekipe startale ločeno s 15-minutnim zamikom. Navkljub neuspešni uverturi se je ta formula ponovila na Touru 1928 s tem, da so ekipe imele med seboj 10-minutni razmak.
Na Touru so lahko poleg 8 profesionalnih ekip in amaterskih kolesarjev, ki so sodelovali že na prejšnjih dirkah, tekmovale tudi regionalne ekipe s po petimi kolesarji, takih je bilo 9.
V preteklih letih so dirke pogosto odločile gorske etape, zlasti v Pirenejih. Da bi zmanjšali pomen takih etap, so organizatorji tekmovanja spremenili traso prve gorske etape, ki je bila na sporedu vse od leta 1913, pri čemer so izpustili dva gorska cilja: Aspin in Peyresourde.

## Pregled
| Kategorije                          | Podatki       |
| ----------------------------------- | ------------- |
| Začetek-konec                       | Pariz - Pariz |
| Dolžina (km)                        | 5.476         |
| Število etap                        | 22            |
| Povprečna hitrost zmagovalca (km/h) | 28.4          |
| Kolesarjev                          | 162           |
| Tekmo končalo                       | 41            |

| Etapa | Start in cilj                  | Dolžina | Etapni zmagovalec | Čas         | Rumena majica  |
| ----- | ------------------------------ | ------- | ----------------- | ----------- | -------------- |
| 1     | Pariz - Caen                   | 207 km  | Nicolas Frantz    | 6h 29' 03"  | Nicolas Frantz |
| 2     | Caen - Cherbourg               | 140 km  | André Leducq      | 4h 12' 29"  | Nicolas Frantz |
| 3     | Cherbourg - Dinan              | 199 km  | Gaston Rebry      | 6h 29' 17"  | Nicolas Frantz |
| 4     | Dinan - Brest                  | 206 km  | Pé Verhaegen      | 6h 47' 58"  | Nicolas Frantz |
| 5     | Brest - Vannes                 | 208 km  | Marcel Bidot      | 6h 43' 36"  | Nicolas Frantz |
| 6     | Vannes - Les Sables-d'Olonne   | 204 km  | Nicolas Frantz    | 6h 23' 44"  | Nicolas Frantz |
| 7     | Les Sables-d'Olonne - Bordeaux | 285 km  | Victor Fontan     | 9h 21' 33"  | Nicolas Frantz |
| 8     | Bordeaux - Hendaye             | 225 km  | Maurice Dewaele   | 6h 47' 25"  | Nicolas Frantz |
| 9     | Hendaye - Luchon               | 387 km  | Victor Fontan     | 16h 13' 10" | Nicolas Frantz |
| 10    | Luchon - Perpignan             | 323 km  | André Leducq      | 12h 17' 22" | Nicolas Frantz |
| 11    | Perpignan - Marseille          | 363 km  | André Leducq      | 14h 41' 50" | Nicolas Frantz |
| 12    | Marseille - Nica               | 330 km  | Nicolas Frantz    | 13h 40' 50" | Nicolas Frantz |
| 13    | Nica - Grenoble                | 333 km  | Antonin Magne     | 14h 00' 36" | Nicolas Frantz |
| 14    | Grenoble - Évian               | 329 km  | Julien Moineau    | 12h 35' 32" | Nicolas Frantz |
| 15    | Évian - Pontarlier             | 213 km  | Pierre Magne      | 6h 43' 37"  | Nicolas Frantz |
| 16    | Pontarlier - Belfort           | 119 km  | André Leducq      | 3h 33' 22"  | Nicolas Frantz |
| 17    | Belfort - Strasbourg           | 145 km  | Joseph Mauclair   | 4h 24' 30"  | Nicolas Frantz |
| 18    | Strasbourg - Metz              | 165 km  | Nicolas Frantz    | 4h 59' 19"  | Nicolas Frantz |
| 19    | Metz - Charleville             | 159 km  | Marcel Huot       | 4h 36' 15"  | Nicolas Frantz |
| 20    | Charleville - Malo-les-Bains   | 271 km  | Maurice Dewaele   | 8h 47' 31"  | Nicolas Frantz |
| 21    | Malo-les-Bains - Dieppe        | 234 km  | Antonin Magne     | 7h 43' 33"  | Nicolas Frantz |
| 22    | Dieppe - Pariz                 | 331 km  | Nicolas Frantz    | 13h 35' 02" | Nicolas Frantz |